# 蓬塔旺丹
蓬塔旺丹（法語：Pont-à-Vendin，法語發音：[pɔ̃.t‿a vɑ̃dɛ̃]）是法国上法蘭西大區加来海峡省的一个市镇，属于朗斯区。

## 地理
蓬塔旺丹（50°28'25"N, 2°53'19"E）面积2.01 平方千米，位于法国上法蘭西大區加来海峡省，该省份为法国北部沿海省份，西北濒北海，南至索姆省，东临北部省。
与蓬塔旺丹接壤的市镇（或旧市镇、城区）包括：默尔尚、阿奈、埃斯特韦勒、旧旺丹。

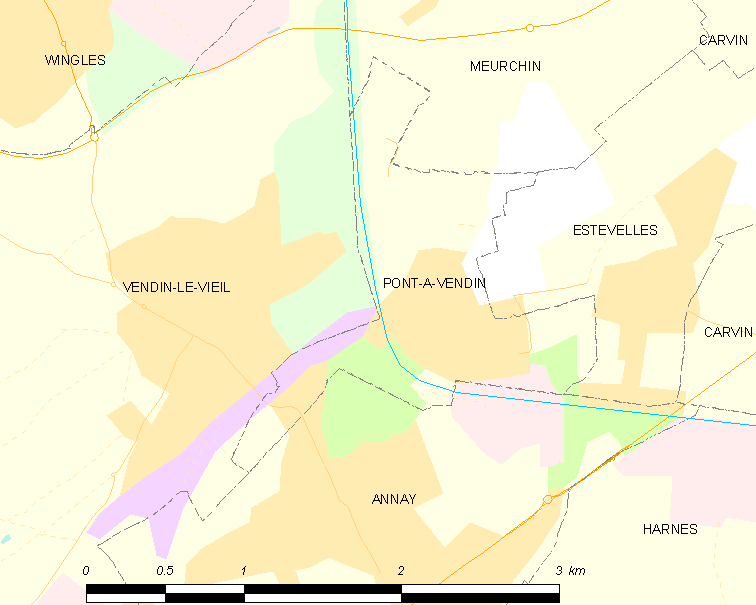
蓬塔旺丹的OSM定位图

蓬塔旺丹的时区为UTC+01:00、UTC+02:00（夏令时）。

## 行政
蓬塔旺丹的邮政编码为62880，INSEE市镇编码为62666。

## 政治
蓬塔旺丹所属的省级选区为万格勒县。

## 人口

1962-2008年间蓬塔旺丹人口变化图示

蓬塔旺丹于2022年1月1日时的人口数量为3099人。